# Ливадна виолетка
Ливадната виолетка (Lepista personata) е вид ядлива базидиева гъба от семейство Есенни гъби (Tricholomataceae).

## Описание
Шапката достига до 15 – 20 cm в диаметър. В ранна възраст е полукълбовидна с подвит навътре ръб, а в напреднала възраст е дъговидно разперена до почти плоска. Кожицата е матова, гладка, а в зависимост от климатичните условия може да стане лъскава, бледосива, охрено-сива, охрено-кафеникава, бежово-кафява до светлокафява. Пънчето е масивно, с дължина до 8 cm, бухалковидно или цилиндрично, твърдо, плътно, като в горната си част е влакнесто-люспесто. На цвят бива светлолилаво, виолетово, понякога сиво-виолетово. Месото е твърдо, плътно, белезникаво на цвят и има характерен орехов вкус със слаб мирис. Гъбата е ядлива, месеста и подходяща за използване във всякакви ястия и за консервиране.

## Местообитание
Среща се през август – ноември, понякога и април – май, поединично, на групи или в самодивски кръгове. Расте на открити тревисти пространства, пасища, ливади, поляни, в паркове и градини, в светли широколистни гори и храсталачни места.